# Kalužskaja (stanice metra v Moskvě)
Kalužskaja (rusky Калужская) je stanice moskevského metra na Kalužsko-Rižské lince. Je zde zajištěn přestup na stanici Voroncovskaja Kalužsko-Rižské linky.

## Charakter stanice
Je to podzemní mělce založená (10 m pod povrchem) stanice. Její výstavba proběhla v otevřené jámě, nástupiště podpírají dvě řady celkem 52 sloupů. Architektonické ztvárnění odpovídá standardní koncepci pro hloubené stanice, umístěné na okraji Moskvy. Pojmenována byla podle nedaleké dálnice. Stanice má dva výstupy (na každém konci nástupiště jeden), které vedou na Profsojuznou a Obručevovu ulici.
Obkladem pro osmiboké směrem k podlaze zužující se sloupy byl bajkalský mramor, pro stěny za nástupištěm pak bílé dlaždice. Mezi ně jsou vloženy v určitých intervalech malé kovové reliéfy. Podlahu tvoří šedá žula.
Moskevský dopravní podnik stanici zprovoznil k 12. srpnu 1974. Kalužskaja nahradila prozatímní stanici stejného jména, umístěnou nedaleko depa Kalužskoje. Denně Kalužskou využije okolo 62 000 lidí.